# ان‌جی‌سی ۴۰۷
ان‌جی‌سی ۴۰۷ (انگلیسی: NGC 407) نام یک کهکشان عدسی در صورت فلکی ماهی است.